# John Fleming

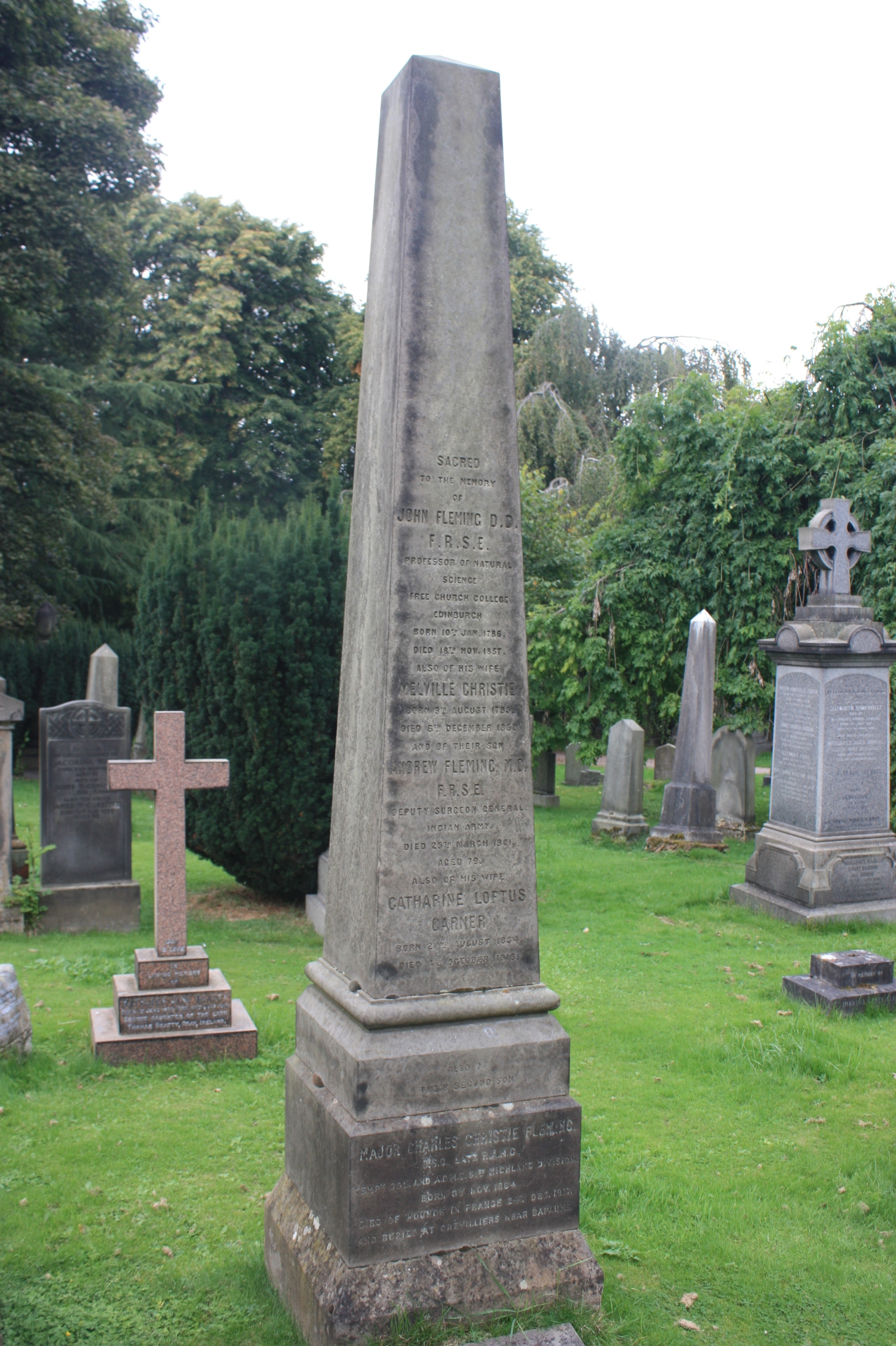
La tomba di John Fleming

John Fleming (Bathgate, 10 gennaio 1785 – Edimburgo, 18 novembre 1857) è stato un naturalista, zoologo e geologo britannico. Durante la sua vita ha nominato e descritto un vasto numero di molluschi. Inoltre ha tentato di riconciliare, in quanto reverendo, la scienza e la teologia.

## Opere
Fra le sue opere ritroviamo:
- Insecta (1821)
- The Philosophy of Zoology (1822)
- A History of British Animals (1828)

| Fleming è l'abbreviazione standard utilizzata per le specie animali descritte da John Fleming. Categoria:Taxa classificati da John Fleming |